# Tshering Tshomo
Tshering Tshomo (bhutanisch ཚེ་རིང་མཚོ་མོ་; geb. ca. 1983, Ngangla Gewog, Zhemgang District, Bhutan) ist eine bhutanesische Politikerin und ehemalige Lehrerin. In den Wahlen zum Nationalrat 2023 war sie die einzige Frau, die für den Zhemgang District in die Gyelyong Tshogde (Nationalrat) gewählt wurde.

## Leben
Tshering Tshomo wurde in Sonamthang, einem Dorf in Ngangla Gewog im Distrikt Zhemgang, geboren und wuchs dort auf. Sie machte einen Abschluss in Pädagogik am Paro College of Education und wurde bekannt durch die Organisation Khengrig Namsum, eine Kooperative von Experten, die daran arbeiten die Lebensbedingungen der Menschen im Zhemgang District zu verbessern.
Bis zu ihrer Wahl arbeitete Tshering Tshomo als Lehrerin und führte ein Geschäft. Sie lebte in Thimphu mit ihren zwei Kindern.

## Politik

### 2023 election
Der Nationalrat ist das höchste gesetzgebende und politische Entscheidungsgremium in Bhutan. Es besteht aus 25 Mitgliedern, von denen 20 direkt aus Wahlkreisen im ganzen Land gewählt werden und fünf vom König von Bhutan nominiert werden; alle Kandidaten müssen politisch unabhängig sein und mindestens über einen Hochschulabschluss verfügen. Frauen kommen in der Politik Bhutans zunehmend vor, wobei das buddhistische Verständnis von Frauen als nangi-aum (dt.: „Dame des Hauses“) ein Stigma ist, welche Frauen auf den häuslicheb Bereich beschränkt.
Tshering Tshomo trat als Kandidatin im Zhemgang District an und verkündete, es sei „Zeit für eine Frau“ („a woman’s time“) für den Distrikt. Sie war eine von neun Kandidatinnen; nach der Dhamngoi Zomdu-Wahlprozedur, wurden insgesamt nur fünf Frauen neben 84 Männern zugelassen.
Tshering Tshomo trat mit vier männlichen Kandidaten an und trat für die Bekämpfung der Armut und die Förderung von Ökotourismus ein. Während ihres Wahlkampfs wurde ihr von anderen Kandidaten nahegelegt, dass sie nicht fähig wäre, ihre Verantwortlichkeiten auszufüllen, denn sie sei eine nangi-aum.
Nach den Wahlen am 20. April 2023 wurde Tshering Tshomo mit 3170 Stimmen gewählt und erhielt 15,45 % der Stimmen im Zhemgang District.

### National Council (2023– )
Tshering Tshomo drückte ihr Bedauern darüber aus, dass sie die einzige Kandidatin war, die in den Nationalrat gewählt wurde, und forderte die Einführung einer Quote, um eine angemessene Beteiligung von Frauen auf allen Ebenen der bhutanischen Politik sicherzustellen. Sie führte ihren Sieg zum Teil darauf zurück, dass sie eine Frau war, aber auch darauf, dass ihre Wahlversprechen „praktischer“ Natur waren.
Tshering Tshomo trat ihr Amt im Nationalrat offiziell am 10. Mai 2023 an. Während sie die einzige direkt gewählte Kandidatin war, wurden zwei weitere Frauen – Kesang Chuki Dorjee und Tashi Chhozom – als zwei von fünf Mitgliedern des Nationalrates auf Anweisung von Jigme Khesar Namgyel Wangchuck nominiert. Tshering Tshomo ist die zweite Frau, die gewählt wurde, um den Bezirk Zhemgang im Nationalrat zu vertreten.